# Broer en Zus
Broer en Zus is een Amerikaanse animatieserie gebaseerd op de kinderboeken Les P'tits Diables van Olivier Dutto.

## Verhaal
Broer Tom en Zus Nina, twee deugnieten halen de gekste grappen en grollen uit met elkaar, maar ook met hun ouders, huisdieren, beste vriendjes en neefje.

## Rolverdeling
| Acteur                | Personage       |
| --------------------- | --------------- |
| Sara Gracia Santacreu | Nina            |
| Louis Thyssen         | Tom             |
| Katrien De Becker     | Mama            |
| Peter Thyssen         | Papa            |
| onbekend              | Amanda          |
| Maja Van Honsté       | Jenny           |
| Thomas Van Goethem    | Kakkerlak       |
| Thomas Van Goethem    | Ricky           |
| Wout Verstappen       | Marvin          |
| onbekend              | Kapitein Kracht |